# Hexafluorophosphate

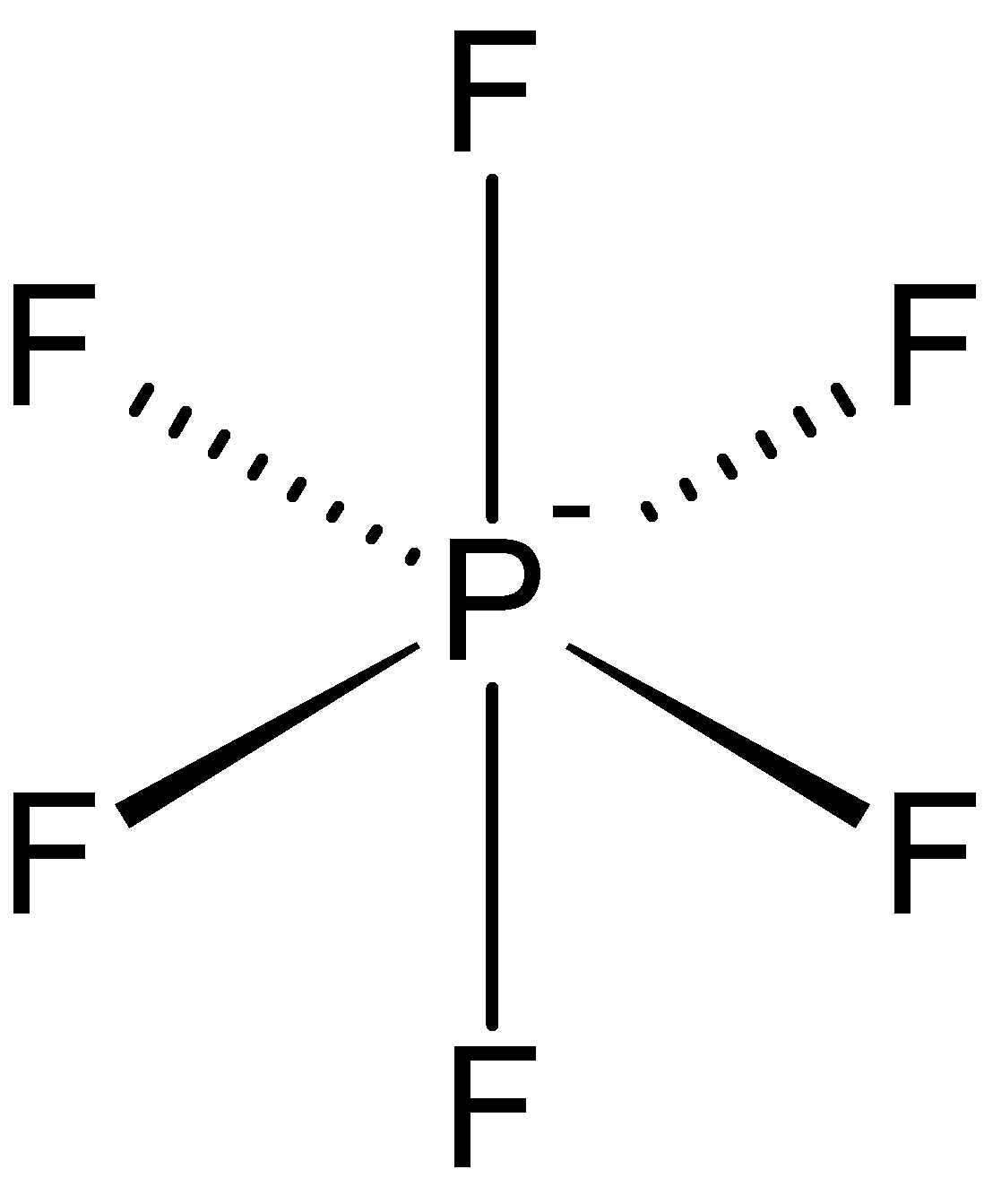
Hexafluorophosphat-Anion

Die Hexafluorophosphate bilden eine Stoffgruppe, deren Vertreter das aus einem Phosphoratom und sechs Fluoratomen bestehende, einfach negativ geladene PF6−-Anion enthalten. Dieses oktaedrische Molekül ist isoelektronisch mit Schwefelhexafluorid und dem Hexafluorosilicat-Dianion, SiF62− und ist Valenz-isoelektronisch mit dem hochstabilen Supersäuren-Anion Fluorantimonat SbF6−. Die Hexafluorophosphate sind die Salze der unbeständigen Hexafluorphosphorsäure. Wie die gewöhnlichen Phosphate enthalten sie den Phosphor in der Oxidationsstufe +V.

## Eigenschaften
Als ein nicht-koordinierendes Anion ist das Hexafluorophosphat ein schlechtes Nukleophil. Es ist in ionischen Flüssigkeiten anfällig für Zersetzung unter Freisetzung von Fluorwasserstoff, ist jedoch in Lösung im Allgemeinen sehr stabil. Die Hydrolyse der Phosphationen erfolgt sehr langsam, auch in erwärmten konzentrierten Säuren und noch langsamer unter basischen Bedingungen. Sie sind etwas stabiler gegen anodische Oxidation als Tetrafluoroborate und Perchlorate. Ihre Löslichkeitseigenschaften folgt denen der Perchlorate. So sind Kalium- und Tetramethylammoniumhexafluorophosphat nur mäßig löslich in Wasser, während Natrium-, Ammonium- und Erdalkalimetallhexafluorophosphate sehr gut löslich sind.
In der Umwelt ist das Hexafluorophosphat-Anion persistent und mobil.

## Gewinnung und Darstellung
Die Darstellung von Hexafluorophosphaten von Alkalimetallen wie Natrium und Kalium sowie von Ammoniumhexafluorophosphat kann durch Reaktion von der entsprechenden Chloride oder Fluoride mit Flusssäure und Phosphorpentachlorid erfolgen.
{\displaystyle \mathrm {PCl_{5}+MCl+6\ HF\longrightarrow MPF_{6}+6\ HCl} }
Auch die Reaktion des Metallfluorides mit Phosphortrifluorid zum Beispiel bei Kalium und Cäsium liefert das entsprechende Hexafluorophosphat.
{\displaystyle \mathrm {3\ MF+5\ PF_{3}\longrightarrow 3\ MPF_{6}+2\ P} }
Das Ammoniumhexafluorophosphat kann auch durch Reaktion Hexachlorphosphazen mit Fluorwasserstoff hergestellt werden.
{\displaystyle \mathrm {(PNCl_{2})_{3}+18\ HF\longrightarrow 2\ NH_{4}PF_{6}+6\ HCl} }
Nitronium- und Nitrosylhexafluorophosphat können durch Reaktion mit Phosphorpentabromid und Bromtrifluorid dargestellt werden.
{\displaystyle \mathrm {NOCl+PBr_{5}+BrF_{3}\longrightarrow NOPF_{6}} }
{\displaystyle \mathrm {NO_{2}+PBr_{5}+BrF_{3}\longrightarrow NO_{2}PF_{6}} }
Lanthanoidhexafluorophosphate können durch Reaktion von Hexafluorophosphorsäure mit basischen Lanthanoidcarbonathydraten gewonnen werden.

## Beispiele von Hexafluorophosphaten und ihren Anwendungen
Sehr viele Hexafluorophosphate sind bekannt, und Dutzende sind für Anwendungen kommerziell erhältlich. Die einfachsten sind rein anorganische Salze mit Metallkation; Beispiele finden sich in der Tabelle. Als Ausgangsstoffe für die Synthese weiterer Hexafluorophosphate sind insbesondere das Ammoniumhexafluorophosphat NH4PF6 und das Silberhexafluorophosphat AgPF6 bedeutend. Das von der Produktionsmenge bedeutendste Hexafluorophosphat ist das Lithiumhexafluorophosphat LiPF6, das in den Elektrolyten der meisten Lithium-Ionen-Akkumulatoren, Lithiumbatterien und in Lithium-Ionen-Kondensatoren enthalten ist. Außerdem gibt es mehrere Verbindungsgruppen von Hexafluorophosphaten, die als Kupplungsreagenzien in der Peptidsynthese benutzt werden, siehe die Tabelle „Hexafluorophosphate mit organischen Kationen I“.
| wichtige Anorganische Hexafluorophosphate | wichtige Anorganische Hexafluorophosphate              |
| ----------------------------------------- | ------------------------------------------------------ |
| Hexafluorophosphate mit Metallkation      | Hexafluorophosphate mit anderen anorganischen Kationen |
| Lithiumhexafluorophosphat Li[PF6]         | Nitrosylhexafluorophosphat NO[PF6]                     |
| Natriumhexafluorophosphat Na[PF6]         | Nitroniumhexafluorophosphat NO2[PF6]                   |
| Kaliumhexafluorophosphat K[PF6]           | Ammoniumhexafluorophosphat NH4[PF6]                    |
| Silberhexafluorophosphat Ag[PF6]          |                                                        |

| BOP-Reagenz                              |
| PyBOP (Tri-Pyrrolidino-Variante von BOP) |
| PyAOP (7-Aza-Variante von PyBOB)         |
| PyOxim                                   |

| HBTU                                 |
| HATU (7-Aza-Variante von HBTU)       |
| HCTU (6-Chlor-Variante von HBTU)     |
| HDMC (Morpholin-Variante von HCTU)   |
| COMU                                 |
| TOMBU                                |
| COMBU (Morpholin-Variante von TOMBU) |

| Hexafluorophosphate mit organischen Kationen II: Ionische Flüssigkeiten |
| ----------------------------------------------------------------------- |
| 1-Butyl-3-methylimidazoliumhexafluorophosphat [BMIM][PF6]               |
| 1-Ethyl-3-Methylimidazoliumhexafluorophosphat [EMIM][PF6]               |
| 1-Ethyl-3-Propylimidazoliumhexafluorophosphat [EPIM][PF6]               |

| Hexafluorophosphate mit organischen Kationen III: Derivate des Ammoniumhexafluorophosphats |
| ------------------------------------------------------------------------------------------ |
| Tetramethylammoniumhexafluorophosphat [TMA][PF6]                                           |
| Tetraethylammoniumhexafluorophosphat [TEA][PF6]                                            |
| Tetrabutylammoniumhexafluorophosphat [TBA][PF6]                                            |
| Tetrahexylammoniumhexafluorophosphat [THA][PF6]                                            |

Hexafluorophosphate werden außerdem für das Elektropolieren von Legierungen eingesetzt. Einige werden auch in der Katalyse genutzt, z. B. der Crabtree-Katalysator zur Hydrierung, der einwertiges Iridium enthält. Hexafluorophosphate werden auch als ionische Flüssigkeiten verwendet, z. B. die in der Tabelle genannten Beispiele. Das Tetrabutylammoniumhexafluorophosphat zählt im Gemisch mit Acetonitril zu den besten nichtwässrigen Elektrolyten, da es einen sehr großen Potentialbereich („elektrochemisches Fenster“) von 6,3 V bietet.

## Bestimmung
Das Hexafluorophosphat konzentrierter wässriger Lösungen kann ausgefällt und dadurch bestimmt werden. Als Fällungsreagenz wurde bis 1963 Nitron (Reagenz nach Busch, in saurer Lösung protoniert als C20H17N4+) und das gravimetrische Verfahren verwendet, bei dem der getrocknete Niederschlag gewogen wird. Seit 1963 dient vor allem Tetraphenylarsoniumchlorid als Fällungsreagenz für PF6−:
{\displaystyle \mathrm {Ph_{4}As^{+}+{PF_{6}}^{-}\longrightarrow Ph_{4}AsPF_{6}\downarrow } }
Die Bestimmung kann dabei ebenfalls gravimetrisch erfolgen, oder es wird eine amperometrische Titration durchgeführt.